# Palat

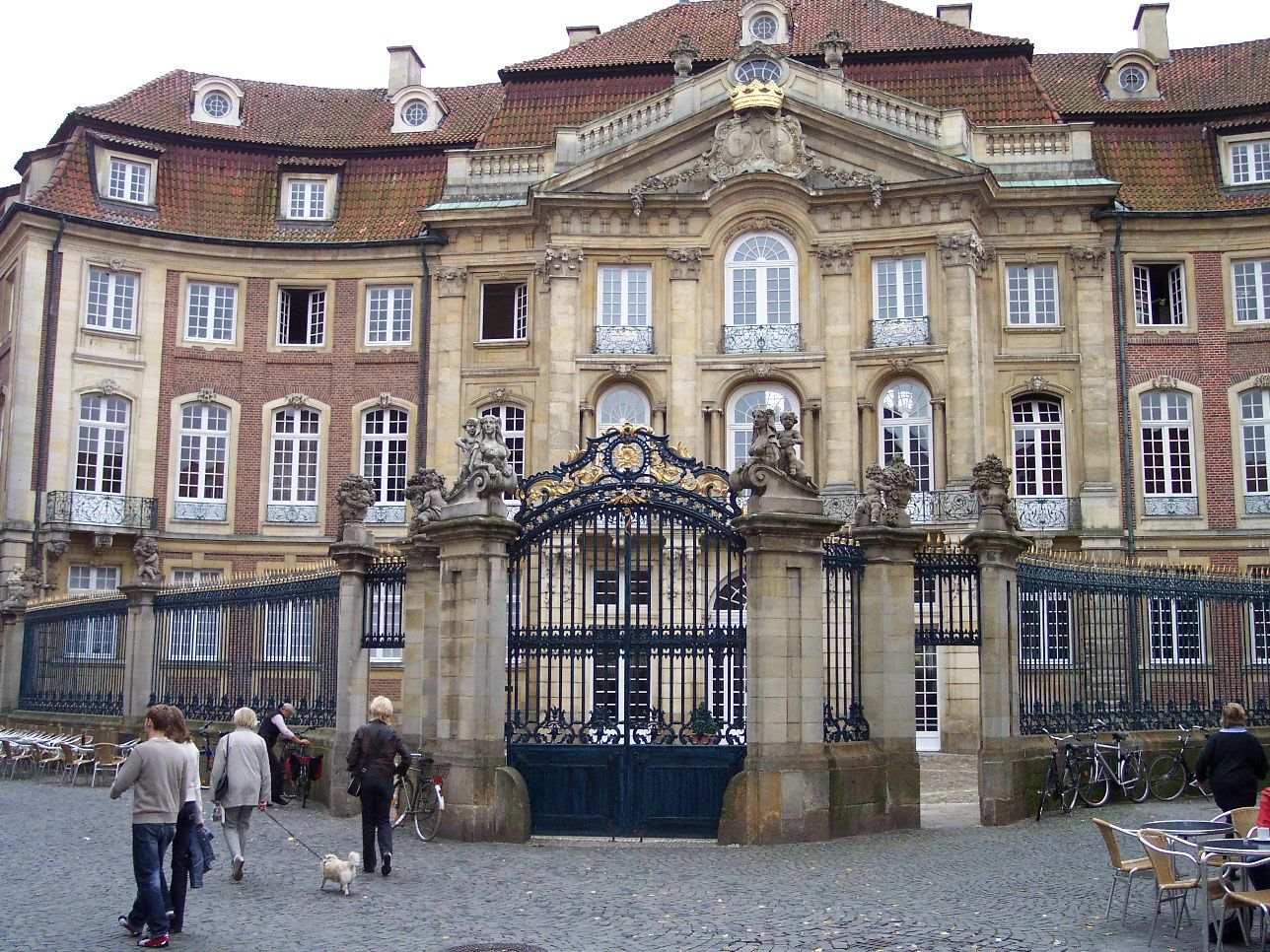
Palatul Erbdrostenhof din Münster (Germania)

Palatul este un edificiu impunător care desemnează:
1. reședința urbană a unui personaj important, cel mai adesea de origine nobiliară, cu un mod de viață fastuos;
2. sediul unei instituții publice, în care se exercită puterea (politică, judiciară, legislativă, executivă)
3. (sens figurat) exagerând sau flatând, poate desemna un conac sau o mare proprietate.

Trebuie observată diferența dintre palat și castel. În română, ca în alte limbi (ital. Palazzo, franc. Palais, engl. Palace, span. Palacio), apelativul palat este rezervat unui edificiu urban, în vreme ce numim castel un edificiu rural. Astfel vorbim pe de o parte de Palatul Buckingham, Palatul Luvru, Palatul Ghika Tei sau Palatul Parlamentului, și pe de altă parte de Castelul Windsor, Castelul Versailles, Castelul Peleș sau Castelul Bánffy de la Bonțida.

## Etimologie
Etimologia cuvântului „palat” provine de la unul din numele celor șapte coline din secolul II î.C. din Roma antică, Mons Palatinus fiind partea orașului preferată de aristocrație și împărații romani din timpul împăratului Augustus (Gaius Octavius 63 î.C.- 14 d.C.) numele colinei a fost dat clădirilor luxurioase, denumire preluată și în alte limbi.

## Palate diferite

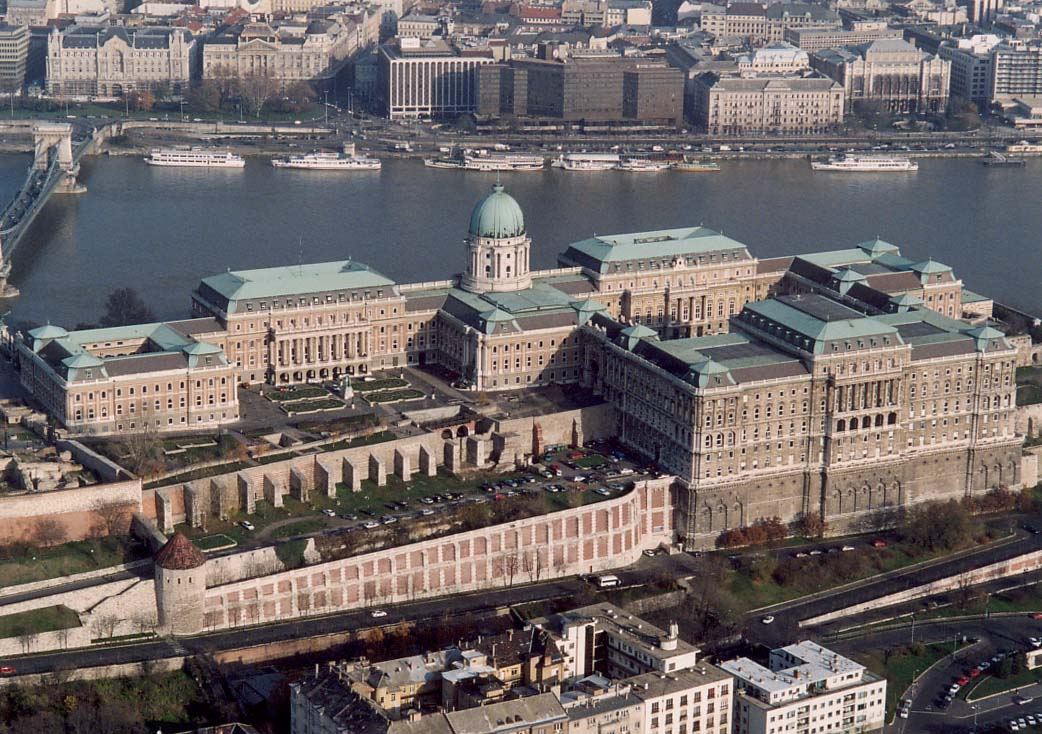
Cetatea din Budapesta

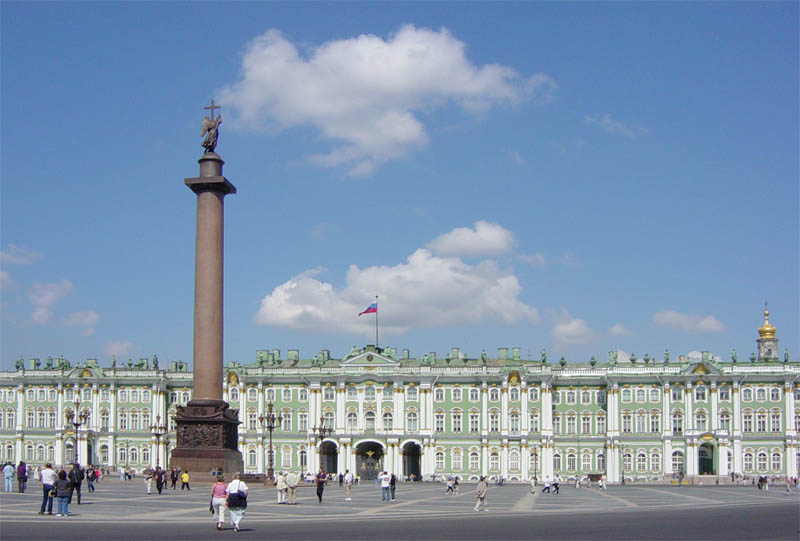
Palatul de iarnă şi columna Alexandru, Sankt Petersburg (Rusia)

Ulterior numele este folosit diferențiat ca și castel, rezidență, și palat, această diferențiere este mai mult sau mai puțin precizată după limba vorbită. Denumiri derivate de la palat apar în timpul Evulului Mediu, nume ca fortăreață, cetate, care poate fi cetate de scaun unui prinț palatin sau rege servind ca loc de primire și găzduire a oaspeților, astfel aparea expresia de sală de mese. 
Din perioada gotică a Renașterii (1140-1500) din Italia denumirea de Palazzo definește o clădire monumentală nefortificată rezidență a aristrocrației sau clerului înalt, fiind în contradicția cu vila o clădire impozantă unei familii (din secolul XVIII).Palatul rezidențial în Italia "Reggia" sau castelul "Castello" care poate fi fortificat, astfel se pot aminti câteva palate mai importante: Palazzo Pitti, Palazzo Strozzi in Florența, in Roma palatul baroc Palazzo Spada sau în Veneția palatul rezidențial "Palazzo Ducale" a dogilor venețieni.
În Franța este uilizată denumirea de „Palais” (palat) ca de exemplu Palais du Luxembourg, Palais du Louvre in Paris, cetățile din provincie sunt numite Château. În Viena exemplu de palat în stil baroc este Palais Schwarzenberg, în München, Palais Holnstein sau 
Neue Palais (Palatul nou) din Potsdam. În Sankt Petersburg reprezentativ este Palatul de iarnă al țarului, în Londra Palatul Buckingham.

## Alte denumiri pentru palate
După revoluția franceză (1789-1799) apar construcții reprezentative noi cu denumirea de ca de exemplu după revoluția din Rusia (1917-1919): Palat de cultură, Palatul pionierilor, Palatul Republicii. In Londra expoziția mondială din 1851 a fost prezentată în Crystal Palace, o construcție din oțel și sticlă.

## Imagini

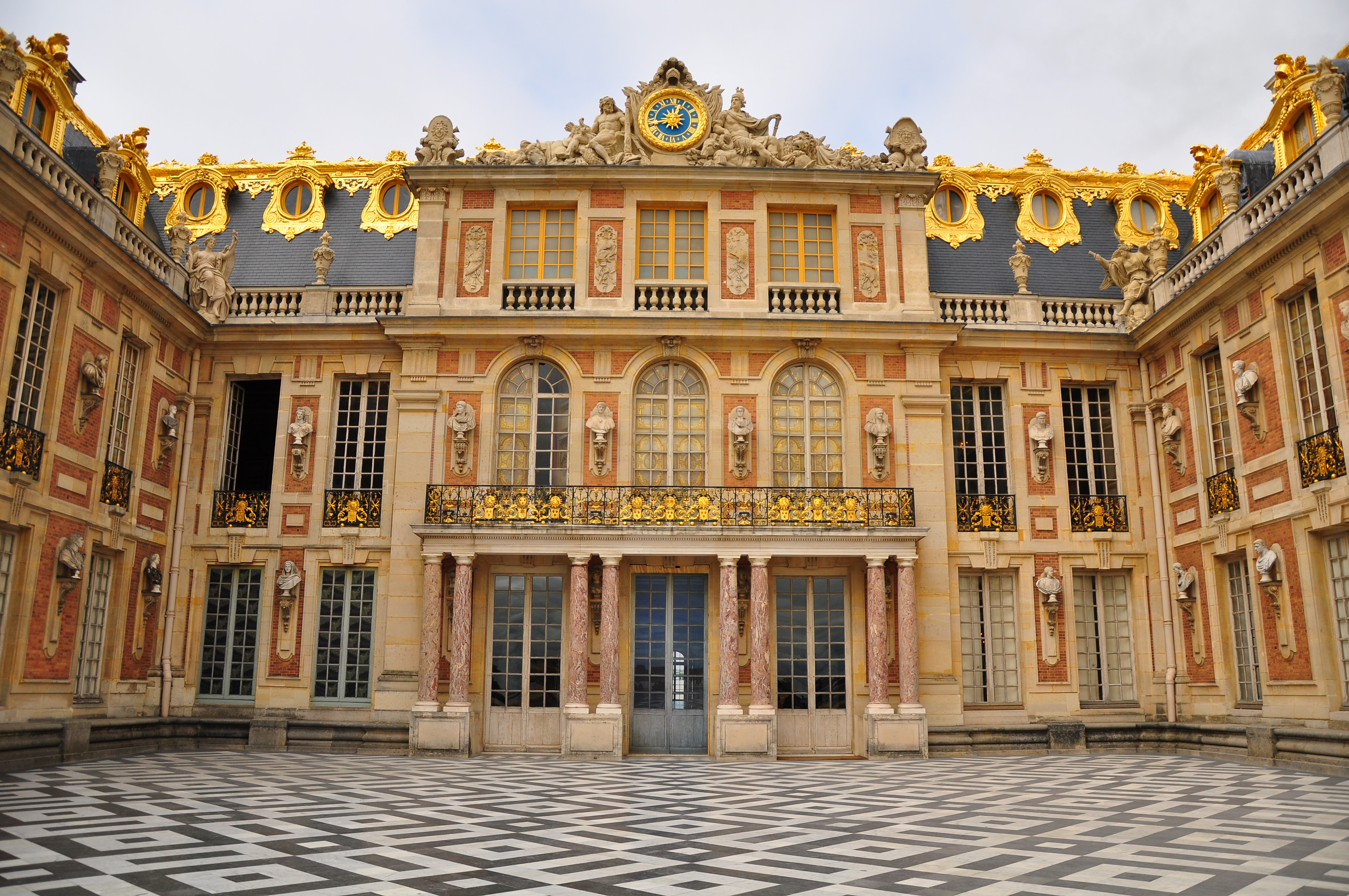
Palatul de la Versailles
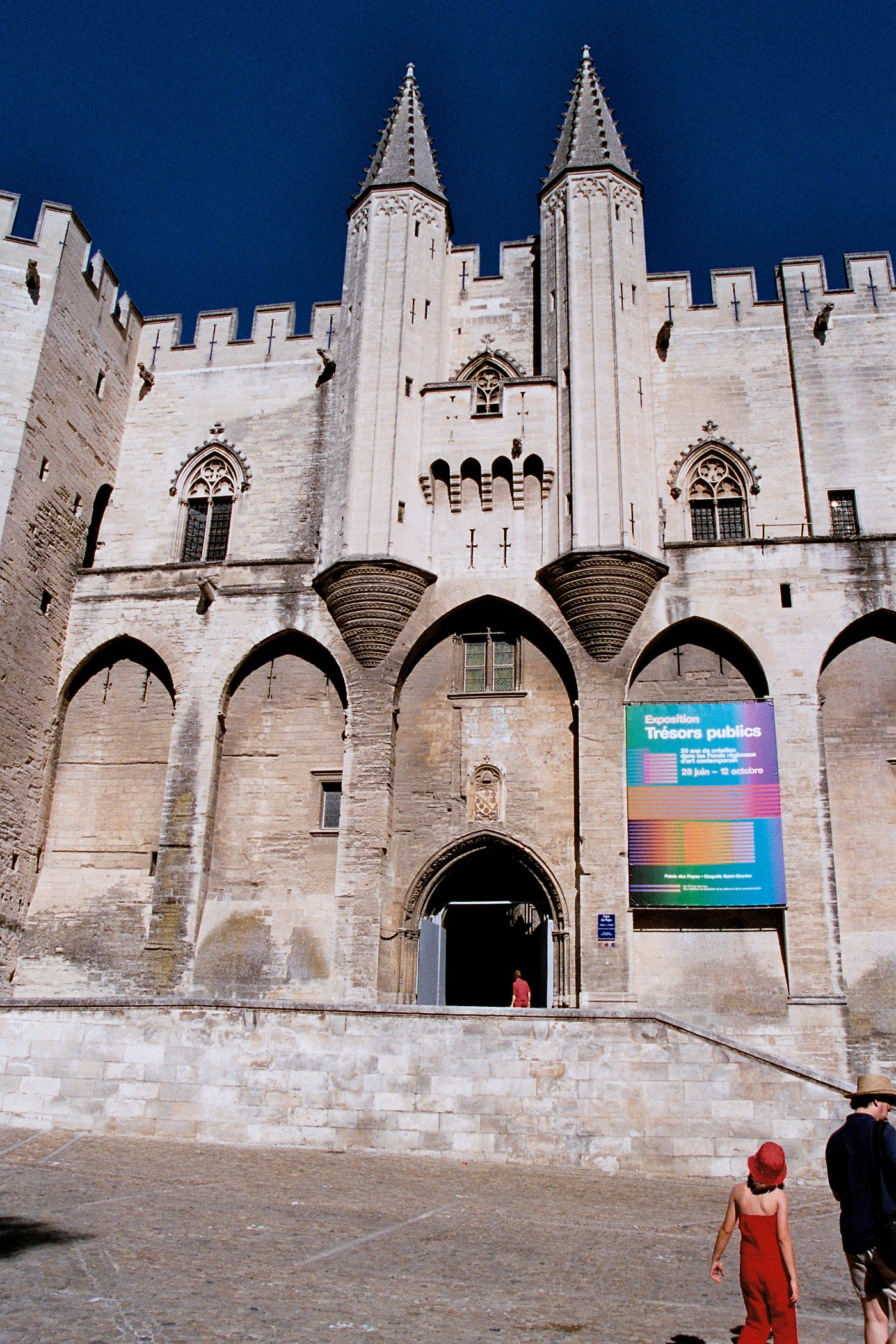
Poarta palatului papal din Avignon (Franţa)
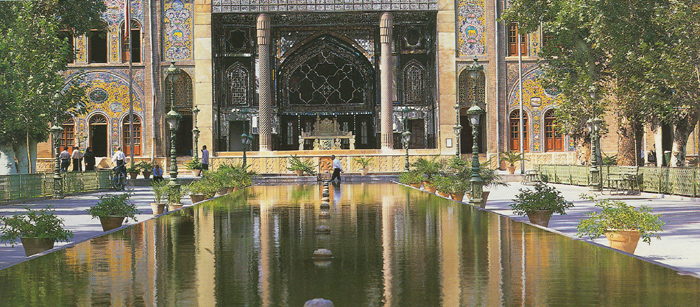
Palatul Golestan din Teheran (Iran)
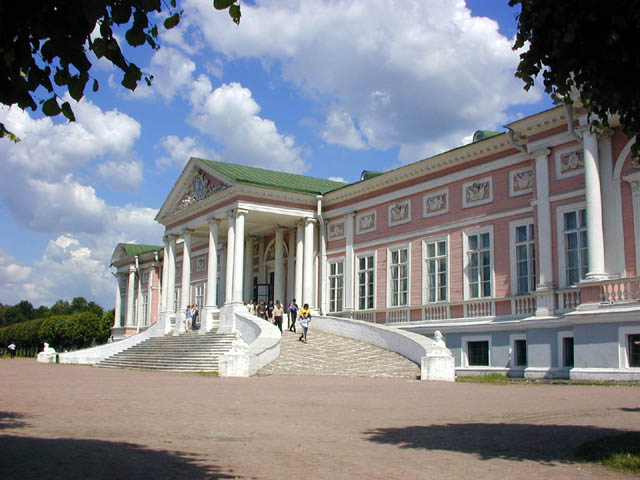
Palatul Sheremetev din Kuskovo lângă Moscova
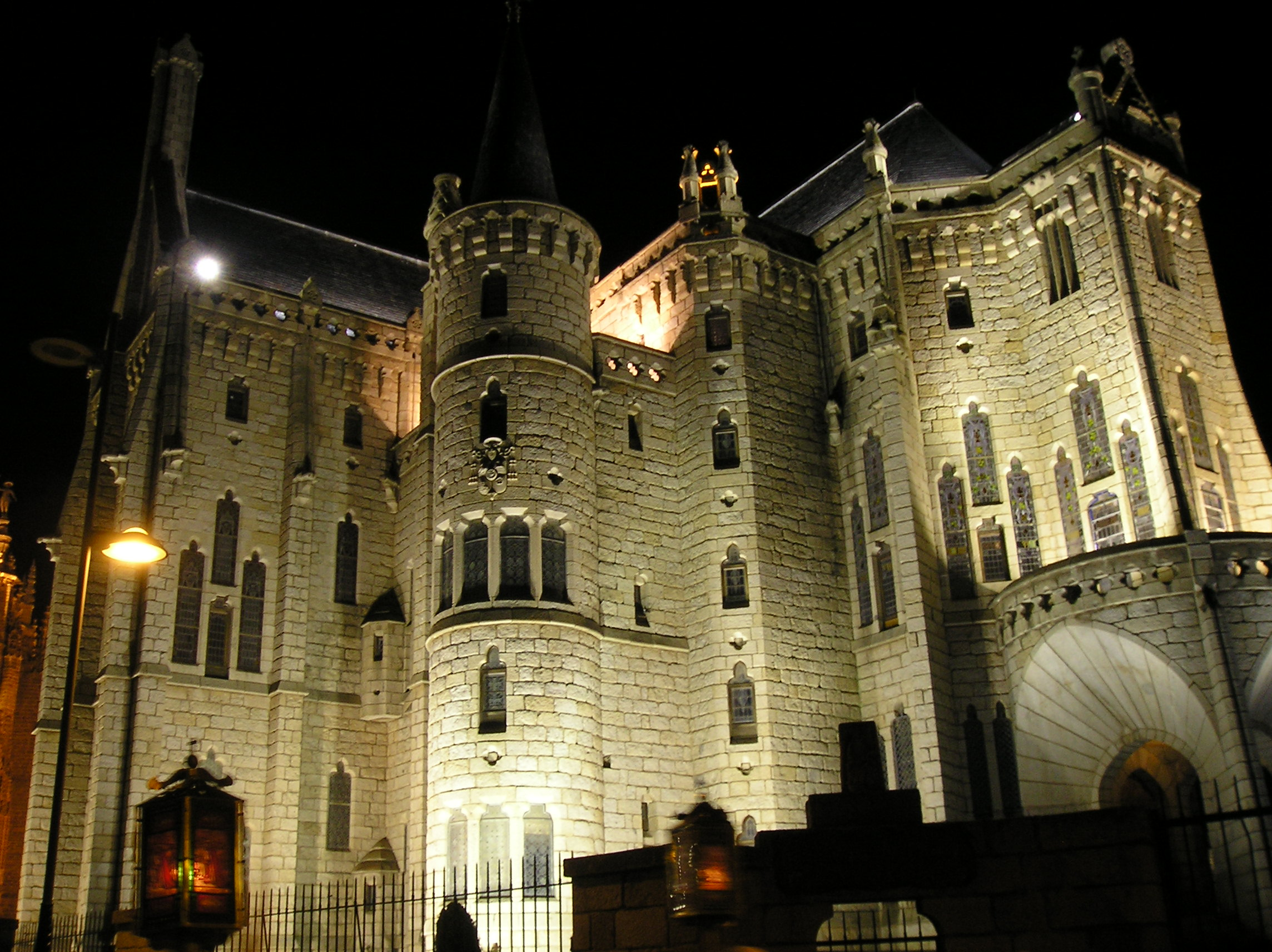
Palatul episcopal din Astorga (Spania)